# Azijnstraat
De Azijnstraat is een straat in Brugge.

## Beschrijving
De oorspronkelijke naam van dit steegje was Aksterstraat. Op het einde van de 15de eeuw gaf een azijnstokerij die daar werd opgericht haar naam aan de steeg. Zoals blijkt:
- 1482: in 't Aksterstraetkin, dat men heet 't Asynstraetkin, bi der Eselstrate.

In 1580 is nog alleen sprake van het Azijnstratkin achter der Stede Meiskensschole.
Vanaf 1594 werd de steeg in erfpacht gegeven aan de aangelanden en is sindsdien met een hekken afgesloten. De straat blijft niettemin op de officiële stratenlijst staan en hiermee bevestigt het stadsbestuur dat het nog steeds naakte eigenares van deze straat is.
Het gaat om een kort doodlopend steegje, aan de oostzijde van de Ezelstraat.

## Naamsverwarring
Het straatnaambordje van de Azijnstraat hing jarenlang foutief in het steegje tussen de Karmelietenkerk en de Poitevinstraat. Het stadsbestuur van Brugge besliste in januari 2022 om deze terug op de juiste plaats te hangen, samen met de werken aan het Theresianenklooster